# 사상사 연표
다음은 동서양의 사상사 연표이다. (출전: 글로벌 세계 대백과사전)

## 기원전 3000 ~ 기원후 205
| 연 대 | 서 양 | 연 대 | 중국·인도·이슬람 사상 | 연 대                           | 한 국 |
| B.C. 800경 750경 585 582경 515경 490경 470경 434경 427 420? 399 387? 385? 384 361경 335 300 280경 262 60경 43 4경 A.D. 23경 30경 65경 110경 165 165경 170경 205 | 호메로스의 『일리아드』『오디세이』 헤시오도스 『노동과 나날』 탈레스, 개기 일식을 예언 피타고라스 출생(∼497/96) 파르메니데스 출생(∼445) 프로타고라스 출생(∼400?) 소크라테스 출생(∼399) 크세노폰 출생(∼355) 플라톤 출생(∼347) 데모크리토스 활약 소크라테스 독배를 마시고 옥사 이무렵까지 플라톤의 『소크라테스의 변명』등이 완성됨 크세노폰 『소크라테스의 추억』 아리스토텔레스 출생(∼322) 이무렵 플라톤의 『국가』등이 완성됨 이무렵부터 아리스토텔레스의 『형이상학』『니코마코스 윤리학』이 쓰여지기 시작 유클리드 활약 피론 활약 에피쿠로스 『서간』『주요교설』『단편』 제논(키티온) 죽음 루크레티우스 『자연론』 키케로 죽음 예수 그리스도 탄생 요한, 헤롯에게 죽임을 당함 그리스도 죽음 세네카 『행복한 생활에 관하여』 베드로, 바울 순교 플루타르코스 『영웅전』 호교가(護敎家) 유스티누스 순교 마르쿠스 아우렐리우스 『명상록』 에픽테토스의 『어록』 아리아노스에 의해 정리됨 플로티노스 출생(∼269/270) | B.C. 3000경 1000경 800경 730경 566 552경 522 505경 497 492 480경 479경 450경 444경 395경 390 390? 380경 338 320 312 305경 298경 284경 244경 240 233 213 201경 176 136 122 100경 97 53 A.D. 2 27 32 100경 105경 127경 150경 195 | 인더스 문명 발생(∼2000?) 『리그 베다』성립 베다 본집의 성립 관중 출생(∼645) 고타마 싯다르타 출생(∼480) 공자 출생(∼479?) 자산 죽음 증자 출생(∼436?) 공자, 노나라 망명 자사 출생(∼431) 묵자 출생(∼390?) 공자 죽음(552?∼) 열자 출생(∼375?) 니간타 나타프타(마하비라) 출생(∼372?) 양주 출생(∼335?) 맹자 출생(∼305) 장자 출생(∼338?) 손빈 출생(∼320?) 상앙 죽음(390?∼) 맹자, 양의 혜왕에게 유세 맹자, 송연과 만남 추연 출생(∼240?) 공손룡 활약(∼320?) 순자 출생(∼238?) 이사 출생(∼208?) 아소카왕의 불전 결집 진, 여불위 『여씨 춘추』저술 진, 한비자를 죽임(280?∼) 진의 시황제, 분서갱유 행함 가의 출생(∼168) 원시 불교 성전 성립 동중서 출생(∼104) 이무렵 역학이 흥륭함 한, 5경 박사를 둠 회남왕 유안 자살 이무렵 참위설이 일어남 사마천 『사기』 양웅 출생(∼기원후 18) 중국에 불교 전해짐 왕충 출생(∼99?) 반고 출생(∼92) 대승 불교 여러 성전(聖典)이 성립됨 채륜, 종이를 발명함 정현 출생(∼200?) 나가르주나(용수) 출생 왕숙 출생(∼256) 하안 출생(∼249) | B.C. ? 18 A.D. 6 20 101 180 191 | 「팔조금범」 백제 온조왕, 동명왕묘를 세움 신라 남해왕 혁거세묘를 세움 이즈음 탈해 길지를 약취함 고구려 태무신왕 동명왕묘를 세움 이즈음 신라 '화백제도' 운영 신라 파사왕 길지인 월성으로 옮김 고구려 고국천왕 졸본성 시조묘에 제사 고구려 을파소의 선정 |

## 205 ~ 870
| 연 대                         | 서 양 | 연 대                                                                                         | 중국·인도·이슬람 사상 | 연 대 | 한 국 |
| 300 354 397 413 480 529 810경 | 플로티노스 『엔네아데스』공간 아우구스티누스 출생(∼430) 아우구스티누스 『고백』(∼401) 아우구스티누스 『신국』(∼426) 보에티우스 출생(∼524) 아테네의 아카데미아 폐쇄 스코투스 에리우게나 출생(∼877?) | 226 283 320경 344 400경 448 450경 522 531 570 581 602 618 622 632 638 646 653 700경 768 841경 | 왕필 출생(∼249) 갈홍 출생(∼343) 바스반두(세친) 출생(∼400?) 구마라습 출생(∼413) 「마하바라타」 성립 구겸지 죽음(363∼ ) 『베단타 수트라』 지호(천태) 출생(∼597) 안지추 출생(∼590 이후) 마호메트 출생 안사고 출생(∼645) 현장 출생(∼664) 선도(정토) 출생(∼681) 마호메트, 메카에서 쫓겨나 메디나로 천도(헤지라), 포교 시작 마호메트 죽음(570∼) 혜는(선) 출생(∼718) 현장 『대당서역기』이룸 공영달 등 『5경정의』제작 샹카라 출생(∼750?) 한유 출생(∼824) 이고 죽음(772경∼ ) | 263 270 287 371 372 373 375 384 391 392 413 ? 487 502 503 517 520 528 531 536 544 545 551 576 600 624 643 656 668 671 676 686 687 698 704 711 727 751 777 826 828 830 858 | 신라 미추왕 국조묘에 제사 고구려의 한사군 정복과 전연 공략 (270년-371년) 백제 책계왕 시조묘에 제사 중앙집권제의 완성과 대국화 (371년-413년) 고구려에 불교 전래. 태학 설치 고구려 소수림왕 율령 반포 백제 장군 막고해 도가의 말을 인용 백제에 불교 전래 고구려 광개토왕 연호를 ' 영락' 이라 정함 서진 및 남진정책과 평양천도 (413년-531년) 고구려 불교숭신과 사직단 설치, 종묘 수리를 명함 고구려 국초에 국사로 『유기』100권을 편찬 신라 소지왕 신궁을 내을에 세움 신라 순장 금지, 우경(牛耕) 시작 신라 국호를 신라로 하고 '왕' 의 칭호 사용 이즈음 고구려 중 승랑 중국에서 삼론종 연구 신라 법흥왕 병부를 설치 신라 법흥왕 율령을 반포 고수전쟁과 살수대첩 (531년-618년) 이차돈의 순교, 신라 법흥왕 불교 공인 신라 연호를 '건원' 으로 정함 신라 승려 연기 화엄종 개창 거칠부 『국사』 고구려 승려 혜량 신라에 귀화, 국통이 됨 이즈음 백제의 승려 현광 법화종 개창 신라 진흥왕 화랑도 편제를 정비 이문진 『신집』5권 편찬 고구려, 당에서 도사가 와서 노자를 강술 신라 승려 자장 당나라에서 귀국 대국통이 됨 백제에 '망국 참언' 유행 신라 승려 원효의 활동 『고구려 비기』, 망국을 예언 원효 『판비량론』 이즈음 신라 승려 명랑 신인종 개창 신라 승려 의상 신라 화엄종 개창 『백화도량 발원문』 『법계도』 남북국 시대(698년 - 926년) 『금강삼매론』 『미륵상생경종요』 『발행수심장』 『법화경종요』 『화엄경소』의 원효 죽음. 이즈음 설총 『화왕계』 신라 승려 원측 『반야심경찬』『인왕경소』『해심밀경소』 김대문 『화랑세기』『악본』『계림잡전』『한산기』『고승전』 성덕왕 『백관잠』 혜초 『왕오천축국전』 불국사 석굴암 창건 이즈음 김암 『둔갑입성법』승려 신행, 북점선 도입 김양상 『시정비판상소 」 승려 홍척, 당에서 귀국하여 선법을 포교, 실상산 선파 장보고, 청해진 설치 승려 혜초 당에서 선종 수입 어산 범패를 전함 김가기, 당나라 종남산에서 도술을 전심 |

## 870 ~ 1515
| 연 대                                                                         | 서 양 | 연 대                                                                                | 중국·인도·이슬람 사상 | 연 대 | 한 국 |
| 1079 1098 1214경 1225경 1266경 1273 1300경 1321 1353 1472 1483 1509 1511 1513 | 아벨라르두스 출생(∼1142) 안셀무스(캔터버리) 『왜 신은 사람이 되었는가』 베이컨(로저) 출생(∼1294) 토마스 아퀴나스 출생(∼1274) 둔스 스코투스 출생(∼1308) 토마스 아퀴나스 『신학대전』 오캄(윌리엄) 출생(∼1349?) 단테 「신곡」 보카치오 「데카메론」 토마스 아 켐피스 『그리스도를 본받아』 루터 출생(∼1546) 칼뱅 출생(∼1564) 에라스무스 「치우신 예찬」 마키아벨리 『군주론』 | 873경 950 1007 1017 1020 1032 1037 1060 1069 1084 1107 1130 1139 1198 1440 1469 1472 | 알 킨디 죽음(786경∼ ) 알·파라비 죽음(872∼) 구양수 출생(∼1072) 주염계 출생(∼1073) 장재 출생(∼1077) 정호 출생(∼1085) 이븐 시나 죽음(980∼) 구양수 등 『신당서』제작 왕안석의 개혁 시작 사마광 『자치통감』 정이 죽음(1033∼) 주희 출생(∼1200) 육구연 출생(∼1192) 이븐 루시드 죽음(1126∼) 카빌 출생(∼1518) 나나쿠 출생(∼1538) 왕수인 출생(∼1528) | 879 885 892 898 899 911 918 943 958 960 983 992 1055 1058 1083 1086 1090 1097 1127 1129 1131 1134 1145 1190 1196 1198 1200 1226 1234 1236 1237 1275 1286 1314 1335 1348 1356 1366 1367 1394 1395 1397 1398 1400 1401 1405 1412 1415 1417 1420 1429 1432 1446 1456 1497 | 최치원 「토황소격문」 승려 도헌, 희양산 선파를 개창 최치원, 당에서 귀국 『계원필경』 후삼국 시대( 892년-936년) 『법장화 상전』『난랑비 서문』 풍수지리설의 개조 도선 죽음 최치원 '시무10 여조' 상소, 아찬이 됨 승려 이엄, 당에서 귀국. 수미산파를 개설. 선종 9산의 성립 고려시대 (918년-1392년) 고려 태조 처음으로 '팔관회' 를 설함 태조, '훈요 10조' 광종 쌍기의 건으로 과거제 실시 승려 제관 송나라에 건너감. 『천태4교의』저술 성종, 송에서 가져온 「태묘당도」안치, 문묘 설치 성종, 국자감 설치 최충 사숙을 개설 『상한론』등 중국의 서(書) 8종 간행 송 대장경을 맞아 개국사에 안치 의천, 송에서 귀국. 불전 및 경서 1천권을 바침 흥왕사에 교장도감을 두고 속장경을 간행 의천 『신편제종교장총록』3권 편수 의천 『대각국사문집』『원종문류』『원돈성불론』, 화폐주조를 건의 인종 '유신지교15조' 반포 묘청, 칭제건원을 청함 백수한 「천지인 삼정사의장」상소 묘청, 정지상, 백수한 등 서경천도론 이자겸의 난과 서경 천도 운동 김부식 『삼국사기』 지눌 『정혜결사문』발표 최충헌 '봉사 10조' 최충헌 사노 만적의 난 지눌 『간화 결의론』『목우자 수심결』 혜심 『선문염송집』출간 금속활자를 사용 『고금상정예문』50권 간행 이규보 『동국이상국집』『백운집』 태조(1335년 - 1408년)조선을 건국한 초대 국왕 충렬왕, 국자감을 국학으로 개칭 안향, 주자학 도입 충선왕, 연경에서 '만권당' 설치 태종(1367년 -1422년 )조선의 제3대 임금 이제현 『역옹패설』『익재집』 이색, 연경에서 성리학을 연구 공민왕, 보우를 왕사에 책봉, 원융부를 설치 세종( 1397년- 1450년)조선의 제4대 국왕 신돈, 전민변정도감 설치 조선 제3대 국왕 태종이 즉위함 조선 태종즉위, 신문고 설치 하윤, 무악신도설을 주장 태조, 음양산정도감을 설치 정도전 『불씨잡변』『조선경국전』 세조(1417년 -1468년)조선의 제7대 국왕 세종대왕이 집현전을 설치 정도전 등 『고려사』『경국6전』『경제문감』 성균관 설립, 태조 『향헌 41조』 권근 『예기천견록』, 한양 천도 권근 등 『동국사략』 김첨 『성수경』, 변계량 『춘정집』 세종 종학 설립. 정초 등 『농사직설』 정인지 등 『칠정산내편』 설순 등 『삼강행실도』 세종대왕이 훈민정음을 반포 조선 사육신사건 무오사화 발생 |

## 1516 ~ 1814
| 연 대 | 서 양 | 연 대 | 중국·인도·이슬람 사상 | 연 대 | 한 국 |
| 1516 1520 1533 1536 1547 1561 1564 1580 1596 1620 1623 1625 1632 1641 1643 1646 1651 1665 1670 1672 1675 1690 1694 1706 1710 1711 1712 1714 1724 1730 1732 1743 1746 1748 1751 1755 1759 1762 1764 1769 1770 1775 1776 1780 1781 1784 1788 1789 1790 1794 1795 1798 1799 1803 1804 1806 1807 1808 1809 1813 1814 | 모어(토머스) 『유토피아』 루터 『그리스도인의 자유』 엘리자베스 1세 출생（~1603） 캘빈 『기독교 강요(綱要)』 세르반테스 출생 （~1616） 프랜시스 베이컨 출생 （~1626） 윌리엄 셰익스피어 출생（~1643） 몽테뉴 『에세』 데카르트 출생(∼1650) 베이컨(프랜시스) 『노붐 오르가눔』 파스칼 출생(∼1662) 그로티우스 『전쟁과 평화의 법』 J.로크 출생(∼1704) 스피노자 출생(∼1677) 뉴턴 출생(∼1727) 데카르트 『성찰』 라이프니츠 출생(∼1710) 홉스 『리바이어던』 라 로슈푸코 『막심』 표트르 1세 출생(∼1725) 파스칼 『팡세』 말르브랑슈 『진리의 탐구』 스피노자 『에티카』 볼테르 출생(∼1778) 벤자민 프랭클린 출생 （~1790） J.로크 『인간오성론』 버클리 『인지(人知)의 원리』 D.흄 출생(∼1776) 루소 출생(∼1778) 라이프니츠 『단자론』 칸트 출생(∼1804) 조지 워싱턴 출생 （~1799） 앙투안 로랑 드 라바시（ ~1794） 볼프 『제1철학』 페스탈로치 출생(∼1827) 몽테스키외 『법의 정신』 라 메트리 『인간기계론』 디드로 『백과전서』간행(∼1781) 루소 『인간불평등 기원론』 A.스미스 『도덕정조론』 루소 『사회계약론』 피히테 출생(∼1814) 볼테르 『철학사전』 디드로 『달랑베르의 꿈』 헤겔 출생(∼1831) 돌바크(=올바크) 『자연의 체계』 셸링 출생(∼1854) A.스미스 『국부론』 레싱 『라오콘』 레싱 『인류의 교육』 페스탈로치 『은자의 황혼』 칸트 『순수이성비판』 헤르더 『인류사에 대한 철학의 구상』 쇼펜하우어 출생(∼1860) 칸트 『실천이성비판』 벤담 『도덕 및 입법의 제원리 서설』 칸트 『판단력 비판』 피히테 『전지식학의 기초』 칸트 『영구평화를 위하여』 콩트 출생(∼1857) 슐레이어마흐 『종교론』 메느 드 비랑 『습관론』 포이어바흐 출생(∼1872) J.S.밀 출생(∼1873) 헤겔 『정신현상학』 피히테 『독일국민에게 고함』 다윈 출생(∼1882) 셸링 『인간적 자유의 본질』 프루동 출생(∼1865) 키에르케고르 출생(∼1855) 바쿠닌 출생(∼1876) | 1513 1527 1525 1540 1562 1600 1607 1610 1613 1619 1636 1654 1678 1711 1716 1724 1725 1773 1782 1794 1807 1811 1814 | 고공 출생（~1578） 이지 출생(∼1602) 장거정 출생 （~1582） 왕간 죽음(1483∼) 서광계 출생(∼1633) 마테오리치, 베이징에 들어옴 서광계 『기하원본』 황종희 출생(∼1695) 고염무 출생(∼1682) 왕부지 출생(∼1692) 염약거 출생(∼1704) 아이신케라 현엽 출생（~1722） 아이신케라 윤호 출생（~1735） 아이신케라 홍력 출생（~1799） 『강희자전』 대진 출생(∼1777) 『고금도서집성』 『사고전서』의 편찬개시, 사고전서관 설립 『사고전서』 위원 출생 영국 최초의 신교 선교사 로버트 모리슨 광둥에 오다 증국번 출생(∼1872) 홍수전 출생(∼1864) | 1432 1433 1442 1443 1445 1448 1458 1481 1493 1504 1517 1518 1522 1535 1541 1543 1545 1546 1553 1559 1560 1561 1565 1568 1572 1575 1577 1584 1586 1587 1589 1590 1598 1602 1604 1608 1610 1612 1614 1618 1628 1651 1655 1668 1669 1673 1684 1686 1692 | 맹사성 등 『신찬8도지리지』 황희 등 『신찬경제속육전』 유효통 『향약집성방』 기화 『유석질의론』 세종 측우제상정, 정인지 『4륜요집』 세종 『훈민정음』창제 정인지 『치평요람』『용비어천가』 신숙주 등 『동국정운』 김시습 『탕유관서록후지』『금오신화』 서거정 등 『동국여지승람』 성현, 유자광, 신말평 등 『악학궤범』편찬 연산군에 의한 성균관의 유흥장화, 한글교육 금지령 조광조 등 성리학 장려를 청함 조광조의 건의로 소격서 혁파, 이즈음 소격서 혁파 논쟁 중종 소격서 복설 '승여금단절목' 제정 중종, '신래 침학금단 및 혼인 사치 금단의 절목' 이순신 출생 （~1598） 주세붕, 백운동서원(소수서원) 설립 『화담집』의 저자 서경덕 죽음 『회재집』의 이언적 죽음 이황·기대승간의 4단 7정 이기논쟁(∼1566) 『하서집』『주역관상편』『서명사천도』의 김인후 죽음 이즈음 이지함 『토정비결』완성 승려 보우(普雨) 『허응당집』 조식 『남명집』 이황 『무진6조서』『성학십도』 『고봉집』『논사록』의 기대승 죽음. 이이·성혼간에 4단7정 논쟁(∼1577) 이이 『성학집요』 이적 출생（ ~1624） 이이 『격몽요결』『해주향약』 이이 죽음 휴정 『선교석』『선문촬요』 정여립의 난 휴정 『선종귀감』『심법요훈』 『중봉집』의 조헌 전사 이순신 『난중일기』 『우계집』『주문 비결』의 성혼 죽음 선조 명제 신종의 권유로 관왕묘(동묘) 설치 『청허당집』의 휴정 죽음 선혜법 시행 허균, 중국에서 천주교 12단을 얻어옴 유정의 문집 『사명당대사집』간행 이수광 『지봉유설』간행 『홍길동전』의 허균 사형 유성룡 『징비록』출간 김육, 호서에 대동법 시행 신속 『농가집성』 송준길 『태극음양도』 현종, 송시열의 건의로 동성 통혼 금지 『반계수록』의 유형원 죽음 송시열 『주자 대전차의』 박세체 『심학지결』 이단하 「사창5익론」주장 『구운몽』『사씨남정기』의 김만중 죽음 |

## 1814 ~ 1872
| 연 대 | 서 양 | 연 대                                                                      | 중국·인도·이슬람 사상 | 연 대 | 한 국 |
| 1814 1817 1818 1820 1821 1828 1830 1831 1833 1835 1837 1840 1841 1842 1843 1844 1845 1846 1847 1848 1851 1854 1858 1859 1861 1862 1863 1864 1865 1866 1867 1869 1870 1872 | 젤러 출생(∼1908) K.포크트 출생(∼1895) 헤겔 『엔치클로페디』 마르크스 출생(∼1883) 부르크하르트 출생(∼1897) 쇼펜하우어 『의지와 표상으로서의 세계』 엥겔스 출생(∼1895) 스펜서 출생(∼1903) 헤겔 『법철학』 디츠겐 출생(∼1888) 톨스토이 출생(∼1910) F.A.랑게 출생(∼1875) 콩트 『실증철학강의』(∼1842) 헤겔, 콜레라로 죽음(1770∼) 딜타이 출생(∼1911) 슈트라우스 『예수전』 볼차노 『지식학』 베벨 출생(∼1913) 프루동 『재산이란 무엇인가』 포이어바흐 『기독교의 본질』 코헨 출생(∼1918) W.제임스 출생(??1910) 아베나리우스 출생(∼1896) 키에르케고르 『이것이냐 저것이냐』 포이어바흐 『장래의 철학의 근본 문제』 니체 출생(∼1900) 키에르케고르 『불안의 개념』 마르크스 『경제학·철학수고』 슈티르너 『유일자(唯一者)와 그 소유』 마르크스 『독일 이데올로기』 프루동 『경제적 모순의 체계 또는 빈곤의 철학』 마르크스 『철학의 빈곤』 빈델반트 출생(∼1915) 마르크스, 엥겔스 『공산당선언』 엥겔스 『독일농민전쟁』 프앵카레 출생(∼1912) 카우츠키 출생(∼1938) 귀요 출생(∼1888) 지멜 출생(∼1918) 뒤르켐 출생(∼1917) 베르그송 출생(∼1941) 후설 출생(∼1938) 듀이 출생(∼1952) J.S.밀 『자유론』 다윈 『종의 기원』 화이트헤드 출생(∼1947) H.스펜서 『제1원리』 J.S.밀 『공리주의』 베버(막스) 출생(∼1920) 트뢸치 출생(∼1923) 셰스토프 출생(∼1938) 로맹 롤랑 출생(∼1944) 크로체 출생(∼1952) F.A.랑게 『유물론사』 마르크스 『자본론』(∼1894) 디츠겐 『인간의 두뇌활동의 본질』 레닌 출생(∼1924) 엥겔스 『자연 변증법』(∼1880) 러셀 출생 니체 『비극의 탄생』 | 1836 1837 1842 1851 1853 1858 1861 1862 1863 1864 1865 1866 1868 1869 1872 | 라마크리슈나 출생(∼1886) 장지동 출생(∼1909) 위원 『해국도지(海國圖志)』 홍수전, 국호를 태평천국이라 하고 스스로 천황이라 칭함 옌푸 출생(∼1921) 캉유웨이 출생(∼1927) 타고르 출생(∼1941) 양무운동 일어남 비베카난다 출생(∼1902) 홍수전, 독약을 마시고 자살(1813∼) 담사동 출생(∼1898) 쑨원 출생(∼1925) 장빙린 출생(∼1936) 차이위안페이 출생(∼1904) 간디 출생(∼1948) 오로빈도 고슈 출생(∼1950) | 1695 1714 1737 1749 1757 1763 1778 1784 1785 1786 1795 1799 1801 1805 1806 1810 1811 1814 1817 1823 1824 1830 1836 1839 1845 1850 1852 1855 1856 1860 1861 1863 1864 1865 1866 1868 1871 | 『사변록』의 박세채 죽음 이중환 『택리지』 박지원 출생 영조 '혼돈개벽의 유' 당폐를 경계 박문수 『탁지정례』완성 영조 「계주윤음」 『성호사설』의 이익 죽음 영조 『속경세 문답』 안정복 『동사강목』 정조 『흠휼전칙』 박제가 『북학의』 유득공 『발해고』 이승훈, 베이징에서 영세받고 귀국 천주교 조선교회 건립. 이용서 등, 천주교 탄핵통문. 『일성록』편성 정조, 베이징에서의 잡학 서적 수입을 금함 중국인 신부 주문모 입국. 『이 충무공전서』간행. 정조 '정시문정' 반포 박지원 『과농소초안설』 '황사영 백서' 사건 『금대유교』의 이가환 순교 『열하일기』『연암집』의 박지원 죽음 『연려실기술』의 이긍익 죽음 이지영 『5례통편』 홍경래의 난 『해동역사』의 한치윤 죽음 남공철 '과거제 적폐' 를 비판 유생 '만인소' 로 서얼의 임용을 요구 『서얼소통절목』 유희 『언문지』 교황청, 조선교구를 독립 설치 『목민심서』『경세유표』의 정약용 죽음 5가 작통법 시행 김대건 신부 귀국 건봉사에서 제2차 만일회(∼1863) 『선문수경』의 승려 긍선 죽음 최제우 『을묘천수』를 얻음 만인소·8도소 금지령 제천에 천주교 신학교 설립 최제우, 동학을 득도 김정호 대동여지도 완성 이하응, 서원철폐 단행 최제우, 대구에서 순교. 『동경대전』『용담유사』 『대전회통』찬집 병인양요―병인교난 『선문사변만어』의 승려 의순 죽음 고종 '척사윤음' 발표 기정진·이창로 '척화소' 최익현 토목의 역과 당백전 폐지 상소 이필제의 난. 신미양요 |

## 1873 ~ 1908
| 연 대 | 서 양 | 연 대                                                                                | 중국·인도·이슬람 사상 | 연 대 | 한 국 |
| 1873 1874 1875 1877 1878 1879 1880 1882 1883 1887 1888 1889 1890 1891 1892 1893 1894 1896 1899 1900 1901 1902 1903 1904 1905 1906 1907 1908 | G.E.무어 출생(∼1958) 카시러 출생(∼1945) 셸러 출생(∼1928) 브렌타노 『경험적 입장에서의 심리학』 토마스 만 출생(∼1955) 슈바이처 출생(∼1965) 모건 『고대사회』 트로츠키 출생(∼1940) 엥켈스 『반뒤링론』 빈데르반트 『근세철학사』 퍼스 『어떻게 하여 우리들의 관념을 명석하게 만드는가』 니체 『인간적인 너무나 인간적인』 스탈린 출생(∼1953) 베벨 『부인론』 슈펭글러 출생(∼1936) N.하르트만 출생(∼1950) 슈프랑거 출생(∼1963) 엥겔스 『공상에서 과학으로』 야스퍼스 출생 케인스 출생(∼1946) 니체 『자라투스트라는 이렇게 말했다』 퇴니스 『공동사회와 이익사회』 엥겔스 『포이어바흐론』 아베나리우스 『순수경험의 비판』 빈트겐슈타인 출생(∼1951) 하이데거 출생 마르셀 출생 베르그송 『시간과 자유』 W.제임스 『심리학 원리』 카르납 출생 리케르트 『인식의 대상』 라스키 출생(∼1950) 딜타이 『기술적·분석적 심리학의 이념』 베르그송 『물질과 기억』 힐티 『행복론』 베른슈타인 『사회주의의 전제와 사회민주주의의 과제』 리케르트 『문화과학과 자연과학』 하르나크 『기독교의 본질』 후설 『논리적 연구』 힐티 『잠 못 이루는 밤을 위하여』 레닌 『무엇을 할 것인가』 코헨 『순수인식의 논리학』 코로포트킨 『상호부조론』 파블로프 『조건반사학』 F.C.S.실러 『휴머니즘』 G.E.무어 『윤리학 원리』 베르그송 『형이상학입문』 M.베버(막스) 『프로테스탄티즘의 윤리와 자본주의의 정신』 코헨 『순수의지의 윤리학』 사르트르 출생 마흐 『인식과 오류』 딜타이 『체험과 창작』 카실러 『큰세 철학과 과학에 있어서의 인식문제』(∼1920) W.제임스 『프래그머티즘』 베르그송 『창조적 진화』 메를포퐁티 출생 | 1873 1877 1880 1881 1885 1888 1889 1891 1892 1893 1894 1895 1897 1898 1899 1901 1905 | 량치차오 출생(∼1929) 왕궈웨이 출생(∼1927) 천두슈 출생(∼1942) 루쉰 출생(∼1936) 캉유웨이 『대동서』의 초고 완성 라다크리슈난 출생 네루 출생(∼1964) 리다자오 출생(∼1927) 후스(胡適) 출생(∼1961) 캉유웨이 『신학위경고』 궈모뤄 출생 마오쩌둥 출생 펑유란 출생 린위탕 출생 캉유웨이 『공자개제고』 캉유웨이의 변법자강의 상소 무술정변 장지동 『?학편』 담사동 『인권』 량치차오 『신민총보』발간 쑨원, 중국혁명 동맹회 결성 | 1873 1875 1876 1880 1881 1882 1883 1884 1885 1886 1889 1890 1892 1893 1894 1895 1896 1897 1898 1900경 1901 1902 1903 1905 1906 | 최익현, 시정비판을 통해 대원군 탄핵 흥선대원군 물러나고 국왕 친정 김옥균 『기화근사』 박규수 개국수교 주장 병자수호조약. 김기수 수신사로 일본방문. 『수신사 일기』 『환재집』『환재수계』의 박규수 죽음 신헌 '사대교린, 비어수국' 설 주장 최시형 『동경대전』간행 김홍집 『수신사 일기』 『선문증정록』의 저자 승려 홍기 죽음 최시형 『용담유사』간행 김홍집 일본에서 『조선책략』을 구해옴 이만손 등 영남유생 '만인소' 로 김홍집 규탄 지석영 개화상소 윤선학 '동도서기론' 을 상소 박영효, 태극기 고안 고종, 태극기를 국기로 정함 갑신정변 지석영 『우두신설』 신기선 『농정신서』 이즈음 김옥균 『갑신일록』완성 노비세역 정지. 정병하 『농정촬요』 『선원소류』의 저자 승려 유형 죽음 『승정원 일기』편집 완료 최시형, 손병희 교조신원운동 전개 『인물성동이변』『소대학설』『역설』의 유중교 죽음 동학교도 광화문에서 복합상소, 보은 대시위 전봉준 등, 전라도 고부에서 무장봉기 동학 집강소 '폐정개혁안 12조' 갑오경장. 동학혁명 교육강령 조칙 독립협회 결성. 『법규류편』간행 『독립신문』창간 대한제국 선포 최시형 순교. 독립협회 '만인공동회' 개최 『당의 통략』『명미당집』의 이건장 죽음 고종, 언론자유 인정의 칙령 발표 강일순, 증산교 개창 박지원의 『연암집』간행 전우, 기정진의 이이 학설 비판을 재반박 장지연 『대한강역고』 황성기독교 청년회 발족 김택영 『역사집략』 박은식 『유교구신론』 손병희, 동학을 천도교로 개칭, 교단 발족 장지연 「시일야방성대곡」 지석영 '신정국문6개조' 상소 13도 유생 통문 윤효정, 장지연, 이준, 윤치호 '대한자강회' 결성 최익현, 일본 쓰시마섬에서 순국 |

## 1908 ~ 1932
| 연 대 | 서 양 | 연 대                                                                 | 중국·인도·이슬람 사상 | 연 대                                                                                               | 한 국 |
| 1908 1909 1910 1911 1912 1913 1914 1915 1916 1917 1918 1919 1920 1922 1923 1924 1925 1927 1928 1929 1930 1931 1932 | 보부아르 출생 소렐 『폭력론』 프레하노프 『마르크스주의의 근본문제』 프앵카레 『과학과 방법』 레닌 『유물론과 경험비판론』 지멜 『철학의 근본문제』 러셀 『수학원리』(화이트헤드와 공저)(∼1913) 나토르프 『엄밀과학의 논리적 기초』 프로이트 『정신 현상학』 W.제임스 『철학의 제문제』 라스크 『철학의 논리학과 범주론』 크로포트킨 『현대과학과 무정부』 카뮈 출생 코헨 『순수감정의 미학』 후설 『순수 현상학과 현상학적 철학의 고안』 빈데반트 『철학개론』 러셀 『외부세계의 인식』 슈프랑거 『생의 제형식』 콘 『현대문화의 의미』 레닌 『제국주의론』 크로체 『역사서술의 이론과 역사』 아인슈타인 『일반 상대성이론』 데보린 『변증법적 유물론 철학 입문』 듀이 『민주주의와 교육』 알랭 『정신과 행복』 프로이트 『정신 분석 입문』 레닌 『국가와 혁명』 지멜 『생의 철학』 슈펭글러 『서양의 몰락』 호이징가 『중세의 가을』 베버(막스) 『직업으로서의 정치』 K.발트 『로마서(書)』초판 듀이 『철학의 개조』 로터커 『정신과학론』 비트겐슈타인 『논리·철학론』 부하린 『사적 유물론의 이론』 말리노프스키 『서태평양의 항해자』 듀이 『인간성과 행위』 루카치 『역사와 계급의식』 슈바이처 『문화 철학』 부버 『나와 너』 트뢸치 『역사주의와 그 극복』 스탈린 『레닌주의의 기초에 붙여』 셰스토프 『비극의 철학』 트로츠키 『문학과 혁명』 화이트헤드 『과학과 근대세계』 M.셸러 『윤리학에서의 형식주의와 실질적인 가치 윤리학』 하이데거 『존재와 시간』 알랭 『행복론』 카르납 『세계의 논리적 구성』 하이데거 『형이상학이란 무엇인가』 화이트헤드 『과정과 실재(實在)』 레닌 『철학노트』 라스키 『근대국가에 있어서의 자유』 오르테가 이 가세트 『대중의 봉기』 야스퍼스 『현대의 정신적 상황』 베르그송 『도덕과 종교의 2원천』 야스퍼스 『철학』 | 1910 1911 1912 1913 1915 1916 1917 1918 1919 1921 1923 1924 1925 1927 | 왕궈웨이 『인간사화(詞話)』 신해혁명 시작됨 간디 『윤리종교』 후스, 유교를 배격 타고르 『생의 실현』 쑨원, 일본으로 망명 천두슈, 잡지 『신청년』창간 후스 등 문학혁명 제창 차이위안페이, 베이징 대학 교장 취임 천두슈 「문학혁명론」발표 루쉰 『광인일기』 5·4 운동 시작 쑨원 『건국방략』 후스 『중국철학사 대강』 중국 공산당 성립 루쉰 「아Q정전」 루쉰 『눌함』 쑨원 삼민주의 강연 쑨원 죽음(1866∼) 마오쩌둥, 장시성 정강산에 혁명 근거지 수립 간디 『진리에 관한 나의 체험 이야기』-자전- 왕궈웨이 『은주 제도론』 | 1906 1907 1908 1909 1910 1911 1912 1913 1914 1915 1916 1917 1918 1919 1920 1921 1922 1923 1925 1926 | 신채호 『이탈리아 건국3걸전』 안창호 등 '신민회' 결성 이준 등 국채보상운동 전개 안국선 『연설법방』「금수회의록」 헤이그 밀사 사건 최남선 『소년』지 창간 주시경 『국어문전음학』 최남선, 신문관 설립 신채호 『국사신론』『국조보감』90권 완성 지석영 『자전석요』, 유길준 『대한문전』, 이승만 『독립정신』 장지연 『만국사물기원 역사』 『해학 유서』의 이기 죽음 안중근 『동양평화론』『자서전』, 유길준 『대한문전』. 『조선유교연원』『대한강역고』의 장지연 죽음 『매천야록』의 황현 죽음 최남선, 조선광문회 창설 주시경 『조선어 문법』 대한인국민회 중앙총회 결합 선포문 발표 블라디보스토크에서 『해조신문』발간 105인 사건 흥사단 조직 박은식 『한국통사』 잡지 『진단(震檀)』지 발간 『의암집』의 유인석 죽음 나철, 구월산에서 자결 「혈의 누」「설중매」의 이인직 죽음 이광수 단편 『소년의 비애』『무정』 남궁억, 홍천에 교회·학교·무궁화 묘포를 개설. 이능화 『조선불교통사』 블라디보스토크에서 '대한독립선언서' 발표 2·8 독립선언. 유학자들, 파리 강화회의에 독립청원서 발송 3·1 운동.『창조』지 발간. 임시정부수립 『대한민국 임시헌장』 박은식 『한국독립운동지혈사』간행 이돈화 『신인철학』, 『개벽』지 창간 이즈음, 양기탁, 통천교 창시 안창호 『조선독립운동6대방략』 『개벽』『폐허』등 창간 방정환, 천도교 소년회 창립, '어린이에 대한 고운말쓰기 운동' '조선어 연구회' 창립 윤백남 등 '토월회' 창립 이광수 '민족개조론', 『백조』지 창간 조철호 '소년척후단' 조직 신규식 『한국혼』발간 『조선혁명론』의 박열, 일본천황 암살기도 미수로 체포됨 방정환 '색동회' 창립 신경향파 문학운동 신채호 『조선사 연구초』발표 『대한계년사』의 정교 죽음 최남선 '불함문화론' 『동국사략』의 현채 죽음 『선문재정록』의 승려 축원 죽음 |

## 1933 ~ 1978
| 연 대 | 서 양 | 연 대                                                                                | 중국·인도·이슬람 사상 | 연 대 | 한 국 |
| 1933 1934 1935 1936 1937 1939 1940 1941 1943 1944 1946 1948 1949 1951 1952 1954 1958 1960 1962 1970 1971 1972 1973 1974 1975 1976 1978 | 화이트헤드 『사상의 모험』 토인비 『역사의 연구』 마르셀 『존재와 소유』 야스퍼스 『이성과 실존』 케인스 『고용·이자 및 화폐의 일반 이론』 하이데거 『휠데를린의 시의 해명』 H.르페브르 『변증법적 유물론』 사르트르 『상상력의 문제』 오파린 『생명의 기원』 프롬 『자유로부터의 도피』 니부어 『인간의 본성과 운명』 랑거 『심볼의 철학』 사르트르 『존재와 무』 라스키 『신앙·이성·문명』 카시러 『인간』 베네딕트 『국화와 칼』 메를로퐁티 『지각의 현상학』 사르트르 『유물론과 혁명』 『실존주의는 휴머니즘이다』 토인비 『시련에 서는 문명』 야스퍼스 『진리에 대하여』 위너 『사이버네틱스』 하이데거 『휴머니즘에 대하여』 보부아르 『제2의 성』 마르셀 『존재와 신비』 콘포스 『철학의 옹호』 카뮈 『반항적 인간』 루카치 『실존주의냐 마르크스주의냐』 사르트르·카뮈 논쟁 랭거 『예술의 여러 문제』 레위트 『세계와 세계사』 사르트르 『변증법적 이성비판』 애덤 사프 『인간의 철학』 러셀 99세로 사망 헤겔 탄생 200주년 기념(슈투트 가르트) 니부어 78세로 사망 카르납 79세로 사망 루카치 86세로 사망 버날 70세로 사망 루드비히 클라게스 탄생 100년제가 스위스의 클라게스 협회 주최로 뵌델도울에서 개최 미국에서 『현상학연구』창간 다니엘 벨, 미국 퍼블릭 인터레트에서 현대의 지성 1위로 선정됨 불가리아 바르나에서 제15차 세계철학자회의 개막 제7차 국제 사이버네틱스 회의가 벨기에에서 개막 미국의 역사철학자 유진 로젠스토크 84세로 사망 칼 뢰비트 76세로 사망 막스 호르크 하이머 78세로 사망 가브리엘 마르셀 83세로 사망 장 보아르 83세로 사망 아놀드 토인비 86세로 사망 마르틴 하이데거 86세로 사망 루돌프 불트만 72세로 사망 영국에서 세계 최초의 시험관 아기 출생 | 1934 1936 1937 1938 1940 1944 1948 1951 1952 1956 1957 1958 1964 1966 1973 1974 1976 | 중국 신생활운동 일어남 루쉰 죽음(1881∼) 마오쩌둥 「실천론」「모순론」 발표 린위탕 『베이징 호일(好日)』 펑유란 『신이학』 루쉰 『루쉰전집』20권 간행 마오쩌둥 「신민주주의론」발표 네루, 『인도의 발견』을 감옥에서 집필 간디 암살당함 마오쩌둥 「실천론」 3반(反) 5반 운동 시작 '백화제방·백가쟁명' 운동 일어남 '정풍운동' 일어남 인민공사운동 시작 네루 죽음 궈모뤄 자기비판 중국 문화혁명 시작 일본에서 『이퇴계 연구』회지 발간 중국에서 '비림·비공' 운동 전개 마오쩌둥 83세로 사망 린위탕 80세로 사망 | 1926 1927 1928 1930 1931 1933 1934 1935 1936 1937 1939 1941 1942 1943 1944 1946 1947 1948 1949 1954 1955 1956 1962 1964 1968 1970 1971 1972 | 신채호 『조선상고사』 최현배 『조선민족 갱생의 도』발표 6·10 만세운동 '신간회' 결성. '근우회' 조직 최남선 『조선역사』 김구 『백범일지』 광주학생운동, 안호상 『헤겔의 판단론』 이즈음 정인보 『양명학 연론』『조선사연구』저술 임시정부 '건국원칙' 발표 신간회 해산. 동아일보사 '브나로드 운동', 조소앙, 삼균주의 정립 남궁억 『가정교육』『신편 언문체법』『동사략』『조선이야기』 기독교에 자유주의 신학사상 유입됨 김기진, 박영희간의 문학논쟁 '진단학회' 조직.『진단학보』창간 모더니즘 문학운동의 등장 일제, 신사참배를 강요 조선 사상범 보호 관찰령 백남운 『조선봉건사회 경제사』(상) 『호암전집』의 저자 문일평 죽음 『인문평론』지 창간 임시정부 『대한민국 건국강령』 조선어학회 사건 최남선 『고사통』간행 임시정부 『독립신문』복간 임시정부 '개정 임시헌장' 안재홍 『조선상고사감』 홍이섭 『조선과학사』 정인보 『조선사 연구』 김구 『나의 소원』 손진태 『조선 민족사 개론』『한국민족문화의 연구』 현상윤 『조선 유학사』 손진태 『국사 대요』 김두헌 『조선가족제도의 연구』 손진태 『한국민족 설화의 연구』 조윤제 『한국 시가의 연구』 김두종 『한국 의학사』 애국동지 원호회 『한국독립 운동사』 김득황 『한국 사상사』 최호진 『한국경제사 개론』 유흥렬 『한국 천주교회사』 고려대학교 민족문화 연구소 『한국문화사 대계』 '국민교육헌장' '가정의례준칙' 제정 동국대학 역경원 『서산대사집』『사명당집』발간 헤겔 200주년기념 국제학술대회 참가 서독 하이델베르크 대학의 헨리히 교수를 한국철학회에서 초청 퇴계 서거 400주년을 기념하여 각종 학술 발표회 개최 고대 민족문화 연구소 『한국문화사대계―제6권 종교, 철학사』, 아세아 학술연구소 『한국민족사상사대계』제1집 최재희 『역사철학』 고형곤 『신의 세계』 동화출판공사 『한국의 사상 대전집』 |

## 1972 ~ 1998
| 연 대          | 서 양 | 연 대 | 중국·인도·이슬람 사상                                                | 연 대                    | 한 국 |
|                | |       |                                                                      | 1972                     | 태극출판사 『대세계백과―한국의 사상』 윤성범 『한국적 신학』 |
|                | |       |                                                                      | 1973                     | 이상은 『퇴계의 생애와 사상』 |
|                | |       |                                                                      | 1974 1975                | 한국철학회 『철학사상의 한국적 전개』 국제한국학학술회의가 서울에서 개막 14개국이 참가 성균관대학 주최로 동양학 학술회의가 서울에서 개최, 한국·일본·중국·벨기에 등 17명의 학자가 참가                                                                         |
| 1986           | 아프리카 최초의 노벨상 수상자 출현(나이지리아 소잉카의 문학상) 시몬 드 보부아르 78세로 사망 | 1986  | 지두 크리슈나무르티 90세로 사망                                      | 1976 1977                | 박종홍 73세로 사망 미국의 동양사상 연구가 W.D.드베리 박사가 서울대학의 초청으로 내한 강연 |
| 1989 1990      | 소련 고르바초프 개방정책 발표 베를린 장벽 제거 동서독 합방 통일 루이 알튀세르 사망, 알제리 출신―『마르크스주의와 구조주의』 노베르트 엘리아스(독) 사망―『문명과정에 관하여』 | 1989  | 이란 호메이니 사망 일본 히로히토 천황 사망 중국 천안문 유혈참사 발생 | 1980 1981 1982           | 언론기관 통폐합 실시 컬러 ＴＶ 시판 개시 광주 민주화운동 발발 이갑성 92세로 사망 교육 ＴＶ방송 방영 시작 야간통행금지 전면해제 칼 마르크스 연구서 등의 이념도서 출                                                                                            |
| 1991           | 소련 연방 해체 마르크스·레닌주의 포기 걸프전쟁 발발 | 1991  | 네팔, 32년 만에 첫 자유 총선거 실시                                  | 1983                     | 판 허용 ＫＢＳ 이산가족찾기 생방송 중고교 학생 교복·머리 자율화 |
| 1992           | 유고 연방 붕괴 독일, 반 터키인 테러 확산 구조주의 기호학자 알기르다스 줄리앙 그레마스(프랑스) 사망 프리드리히 아우구스트 폰 하이에크(오스트리아) 사망－『노예의 길』,『자본주의냐, 사회주의냐』 |       |                                                                      | 1984 1985 1987 1988      | 최재희 71세로 사망 백낙준 90세로 사망 6·29선언 발표 김명인 논문 「지식인 문학의 위기와 새로운 민족문학의 구상」발표 서울올림픽 거행 |
| 1993           | 남아공,다인종과도행정위원회(ＴＥＣ) 출범(341년간의 백인통치 사실상 종식) ＥＣ지도자들 및 옐친 러시아 대통령, '공동정치선언' 채택 이스라엘·로마 교황청, 공식 외교관계 수립 크리스띠앙 메츠(프랑스) 사망―『구조주의적 영화분석』 |       |                                                                      | 1989 1990 1991 1992 1993 | 120여 명의 월북 작가들의 책 해금 함석헌 89세로 사망 대한민국의 개신교 인구 1000만명 돌파 토지공개념 도입 통일교 문선명 교주, 김일성 북한 주석과 면담키 위해 입북 「환경보전을 위한 국가선언」선포 비전향 장기수 리인모 씨 북한으로 송환 성철 조계종 종정 입적 |
| 1994 1995 1996 | 칼 포퍼(오스트리아) 사망―『열린사회와 그 적들』,『역사주의의 빈곤』등 조르쥬 깡길렘(프랑스) 사망―『정상적인 것과 병리적인 것』등 질 들뢰즈(프랑스) 사망―『수평적 사고로서의 철학』 엠마누엘 레비나스 사망―『동일자와 타자의 비대칭』 마르그리트 뒤라스(프랑스) 사망―『묵시적인 고통과 사적인 공포』,『연인』등 프랑수아 미테랑 전 프랑스 대통령(79세) 사 |       |                                                                      | 1994 1996                | 북한, 김일성 사망 북한, 김일성 주석 조문 논란 국제종교문제연구소장 탁명환 씨 피살 불교 조계종 법난 발생 불교계 원로 일붕 서경보 스님 입적(82세) 위르켄 하버마스 내한 김성기 박사, 「불란서 제 담론의 그늘」논문 발표―프랑스철학의 무분별 수용 비판            |
| 1997           | 복제양 '돌리' 탄생 | 1997  | 중국, 덩샤오핑 사망 마더 테레사 수녀 사망 홍콩, 중국으로 반환        | 1997 1998                | 월하 조계종 종정 종정직 내놓음 김수환 추기경 교구장 임기 만료 6월 정진석 서울대교구장 임명 |

## 참고 문헌
- 이 문서에는 다음커뮤니케이션(현 카카오)에서 GFDL 또는 CC-SA 라이선스로 배포한 글로벌 세계대백과사전의 "동양사상 > 종합 사상사 연표" 항목을 기초로 작성된 글이 포함되어 있습니다.